# Metałurh Nowomoskowśk
Metałurh Nowomoskowśk (ukr. Футбольний клуб «Металург» Новомосковськ, Futbolnyj Kłub "Metałurh" Nowomoskowśk) – ukraiński klub piłkarski z siedzibą w Nowomoskowśku, w obwodzie dniepropietrowskim.

## Historia
Chronologia nazw:
- 19??–...: Metałurh Nowomoskowśk (ukr. «Металург» Новомосковськ)

Piłkarska drużyna Metałurh Nowomoskowśk została założona w mieście Nowomoskowśk w XX wieku. Występowała w rozgrywkach mistrzostw i Pucharu obwodu dniepropetrowskiego. W sezonie 1993/94 startowała w rozgrywkach Amatorskiej ligi, gdzie zajęła pierwsze miejsce w grupie 5 i zdobyła awans do rozgrywek na profesjonalnym poziomie. W sezonie 1994/95 zespół debiutował w rozgrywkach Trzeciej Ligi, gdzie zajął 8 miejsce. Po reformie systemu lig od sezonu 1995/96 występował w Drugiej Lidze, Grupie B. W sezonie 1998/99 ukończył tylko rozgrywki jesiennej rundy, a potem z przyczyn finansowych zrezygnował z dalszych występów. Klub pozbawiono statusu profesjonalnego. Potem kontynuował występy w rozgrywkach Mistrzostw i Pucharu obwodu.

## Sukcesy
- Druha Liha, Grupa B:
  - 3 miejsce: 1995/96
- Puchar Ukrainy:
  - 1/16 finału: 1995/96
- Amatorska Liha, Grupa 5:
  - mistrz: 1993/94